# 扎維德奇
50°17′43″N 24°56′2″E / 50.29528°N 24.93389°E
扎維德奇（烏克蘭語：Завидче），是烏克蘭西部的村莊，隸屬利維夫州的舍普季茨基區。該村處於洛什夫卡河畔，始建於1771年，面積1.46平方公里，海拔高度207米，2001年人口396。